# Nucleus
Nucleus — операционная система реального времени, созданная Accelerated Systems, подразделением по встраиваемым системам компании Mentor Graphics для различных процессорных платформ. Получила распространение в телевизионных декодерах, мобильных телефонах, и других переносных и карманных устройствах. Nucleus используется Garmin International в GPS-модуле, предназначенном для гражданской авиации, а также практически во всех китайских телефонах на базе массово используемого SOC MTK, в телефонах Siemens и Benq-Siemens 6x, 7x и 8x серий, Apple iPhone в качестве baseband прошивки, и телефонах на основе платформы Samsung Bada. Также используется в часах фирмы UWatch.